# Morgan Library & Museum

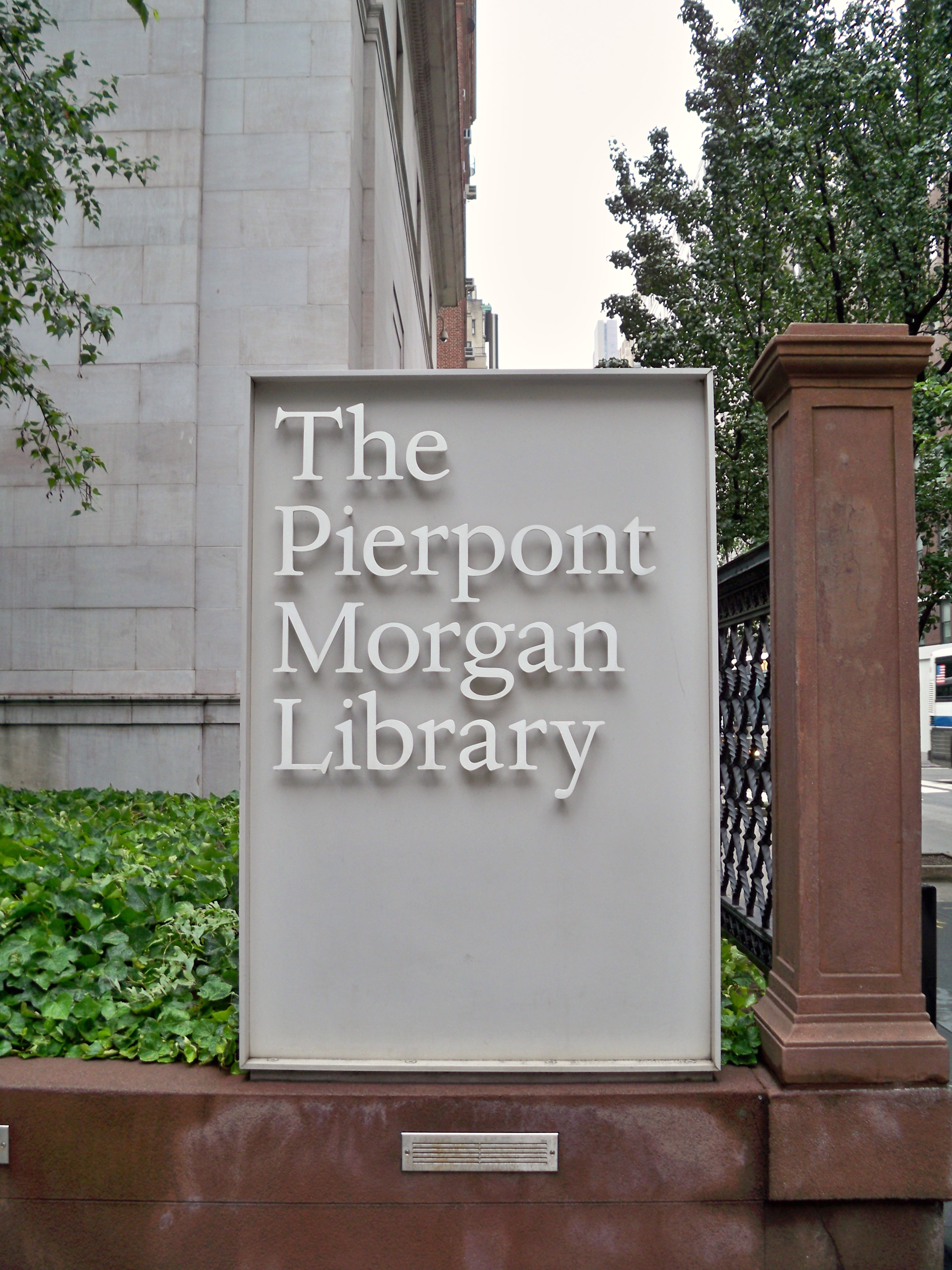
Morgan Library & Museum

De Morgan Library & Museum is een museum met onderzoeksbibliotheek met de kunst- en boekencollectie van de Amerikaanse financier-industrieel John Pierpont Morgan (1837-1913). Het museum heette eerst de John Pierpont Morgan Library. Het bevindt zich in Manhattan, New York.

## De verzamelaar
John Pierpont Morgan, begin 20e eeuw bijgenaamd "The Napoleon of Wall Street", was zonder meer een zeer invloedrijk persoon die de helft van zijn vermogen aanwendde om een zeer omvangrijke kunstverzameling aan te leggen. Hij besteedde 60 miljoen dollar, omgerekend nu één miljard dollar, aan deze onderneming. Een deel van zijn indrukwekkende kunstcollectie belandde in 1906 in de naar hem genoemde Morgan Library te New York, een speciaal daartoe gebouwd neo-Renaissance palazzo. Hij evenaarde daarmee de Frick Collection, eigendom van de gelijknamige staalmagnaat. Het huidige gebouw bevindt zich aan Madison Avenue.

## Wijze van verzamelen
Na de erfenis van Morgans vader in 1890 startte zijn passie voor het inkopen en verzamelen van kunst pas goed. Daarbij kocht hij talloze Europese kunstcollecties in zijn geheel in, waardoor waardevolle Europese kunstwerken aan de overkant van de oceaan belandden. Morgan kocht niet selectief of gericht, maar dankzij zijn uitzonderlijk groot fortuin gewoon alles zonder meer. Morgans collectie telde bij zijn dood in 1913 ongeveer 17.000 kunstvoorwerpen waaronder zeldzame stukken als drie Gutenbergbijbels, een schilderij van Johannes Vermeer, middeleeuwse getijdenboeken, brieven van George Washington, een exemplaar van de Indian Bible van John Eliot, tot en met het relikwie 'de tand van Maria Magdalena', een in zilver gevatte kies.

## Doel van de collectie
De verzamelaar Morgan had met zijn collectie nobele didactische bedoelingen voor ogen. Hij verklaarde dat de verzameling "permanent beschikbaar moest blijven ten behoeve van de instructie en het genoegen van het Amerikaanse volk". Een deel van de collectie gaf Morgan tijdens zijn leven in bruikleen aan het Metropolitan Museum en na zijn dood ontving het museum een 7000 kunstwerken. Een museum in Morgans geboorteplaats Hartford, het Wadsworth Athenaeum, kreeg de kostbare collectie kunstnijverheid. Morgans boekenbezit kwam terecht in de vernoemde Morgan Library. Ten slotte veilden Morgans kinderen een deel van de erfenis, waardoor de Vermeer in de National Gallery van Washington belandde.
De huidige bibliotheekcollectie omvat circa 1400 handschriften waaronder vele met bijzondere verluchting. Verder zijn er incunabelen, muziekhandschriften van bekende componisten, tekeningen en brieven van kunstenaars, onder wie Vincent van Gogh.

## Galerij

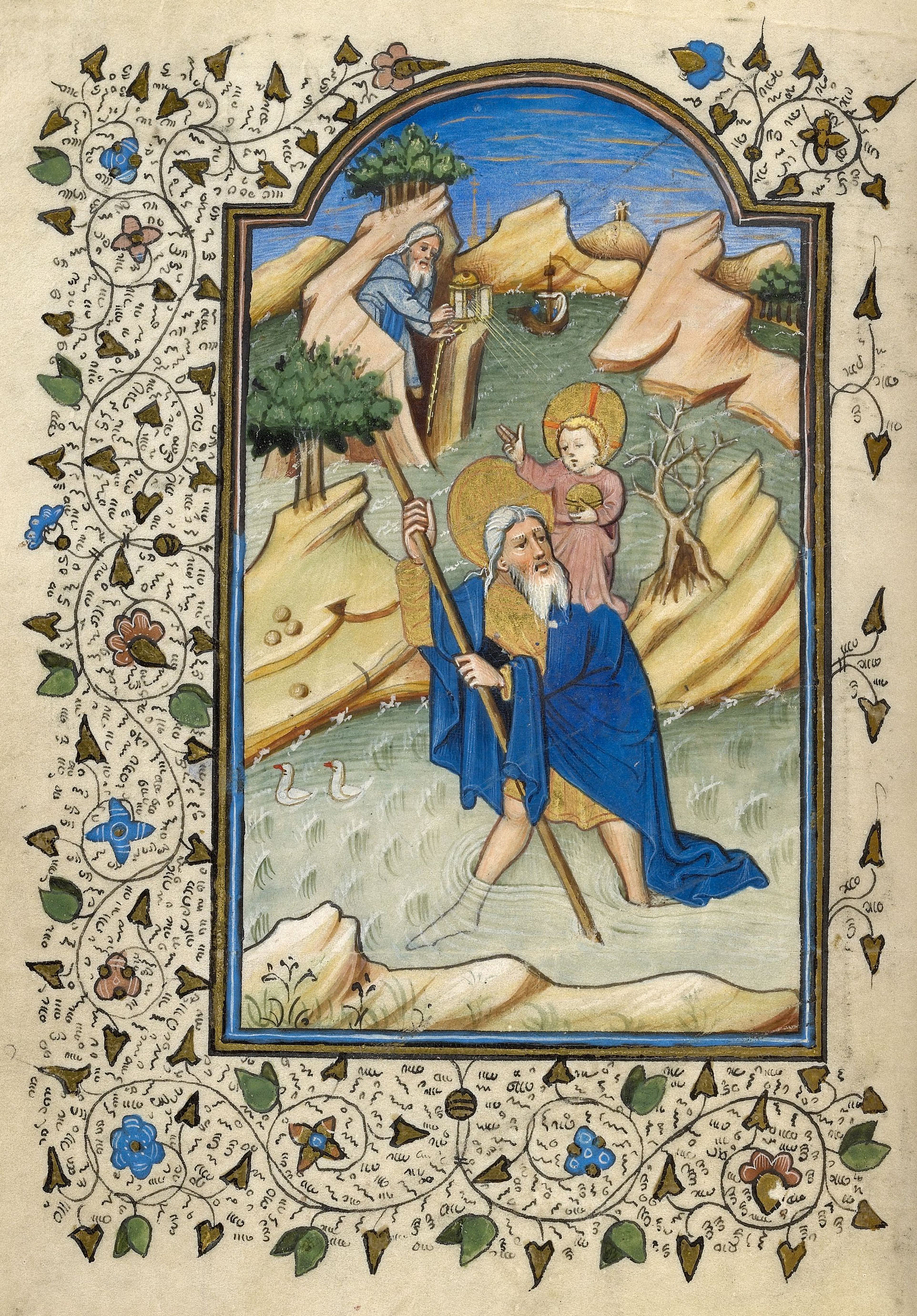
De Heilige Christoffel Getijdenboek, Meester van Guillebert de Mets
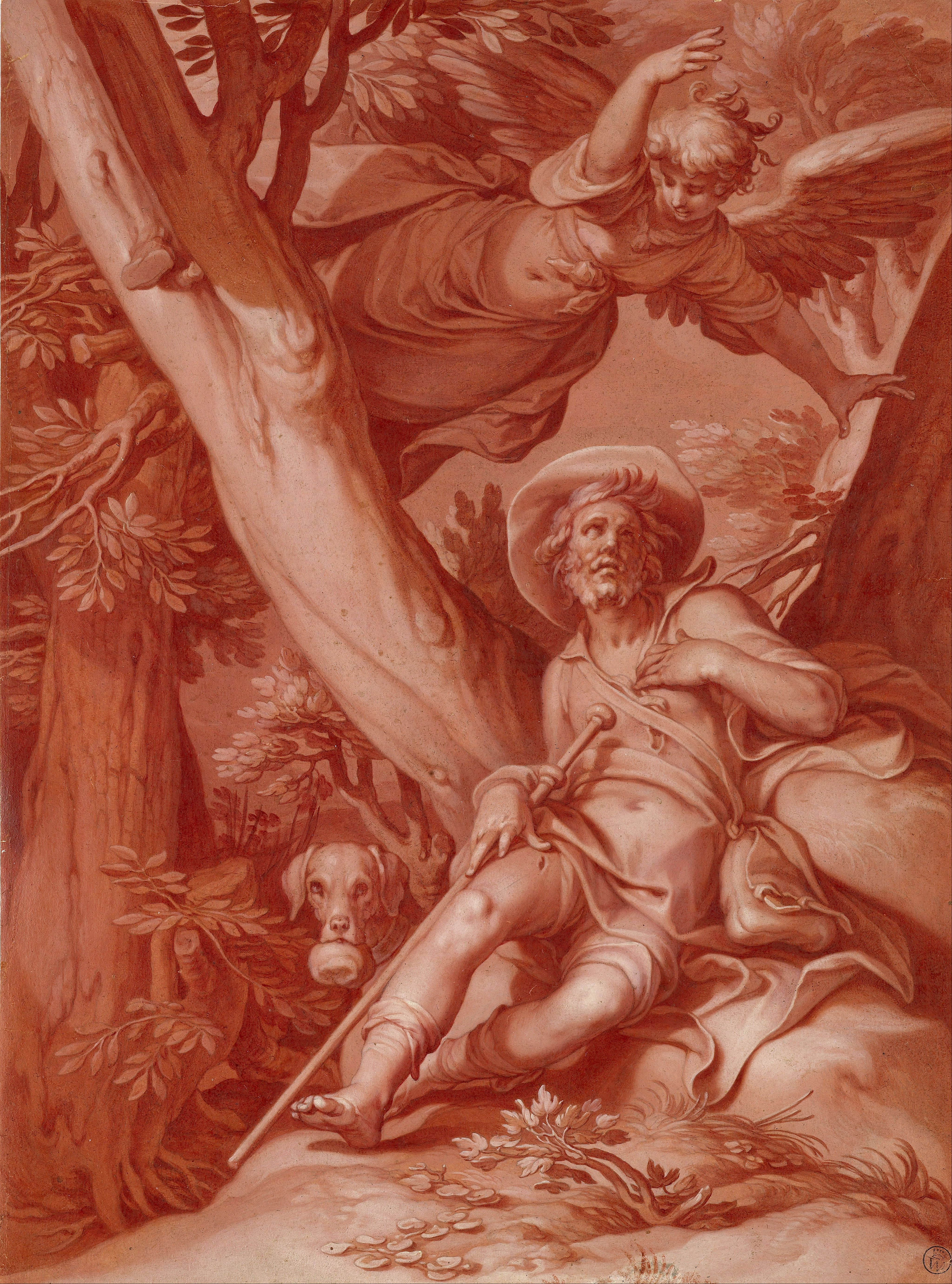
St. Roche, Abraham Bloemaert
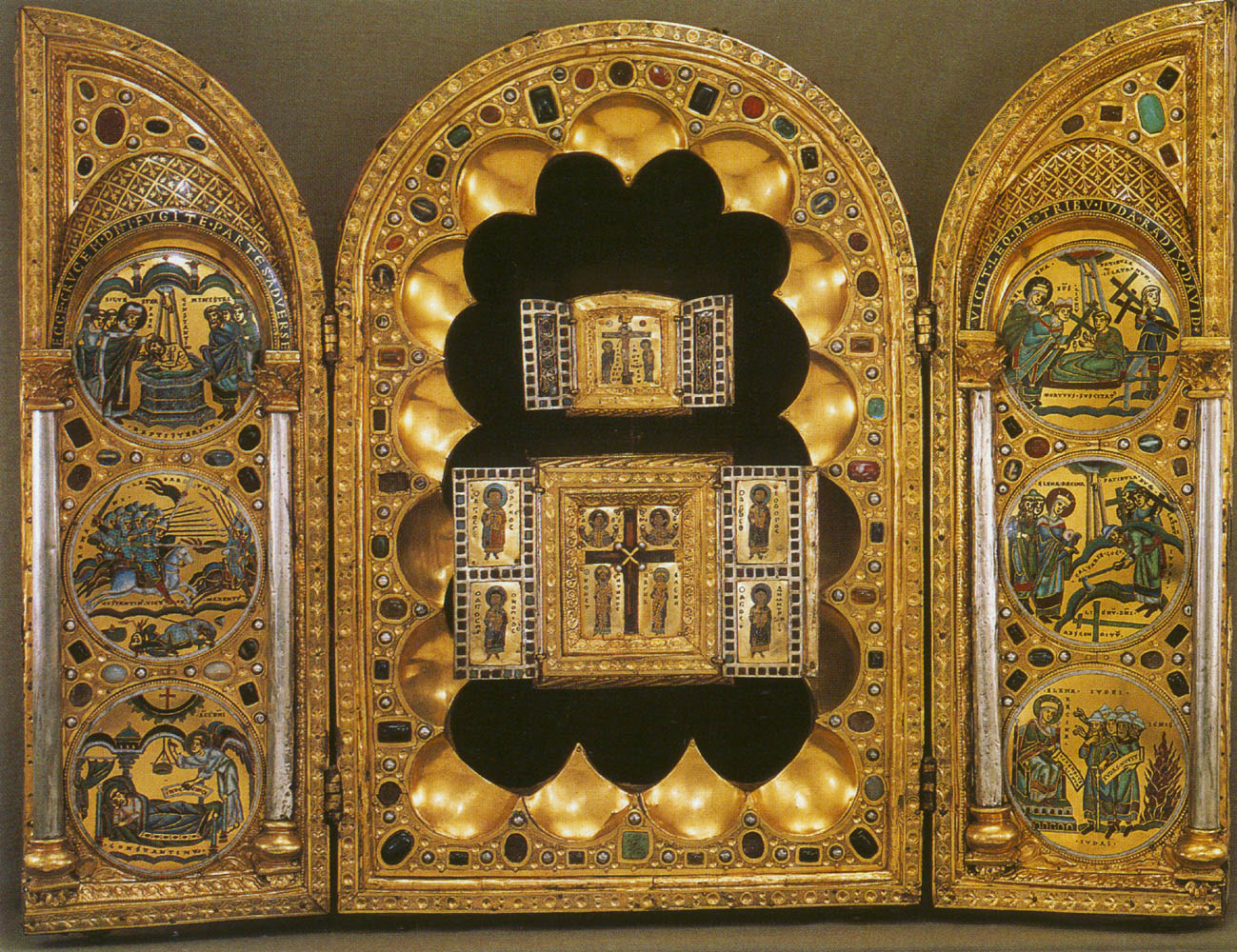
Triptiek van Stavelot, Godfried van Hoei

## Gebouw
Het oorspronkelijke gebouw van The Morgan Museum and Library werd in 1903 gebouwd vlak bij de woning van Pierpont Morgan. In 1928 werd deze woning afgebroken om plaats te maken voor een leeszaal en een tentoonstellingsruimte. Tussen 2003 en 2006 werd het pand verbouwd en vergroot door de architect Renzo Piano. Het museum en de bibliotheek gingen in 2006 weer open voor het publiek.